# Las Pelotas
Las Pelotas est un groupe argentin de rock, originaire de Hurlingham, dans la province de Buenos Aires.

## Histoire

### Années 1990–2000

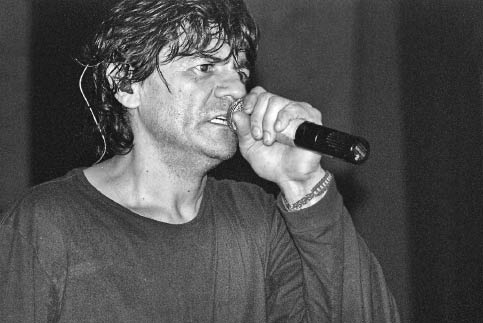
Alejandro Sokol (1960–2009), ancien chanteur du groupe entre 1988 et 2008.

Après la mort de Luca Prodan, chanteur de Sumo, le 22 décembre 1987, ses membres Ricardo Mollo, Diego Arnedo, Roberto Pettinatto, Alberto « Superman » Troglio et Germán Daffunchio  décident de réfléchir à l'avenir du groupe. Daffunchio et Timmy Mc Kern (producteur de Sumo et ami de Luca) retournent dans les collines de Córdoba et le reste du groupe continue à répéter dans une salle de Palomar. Le 5 mars 1988, sans Luca Prodan sur scène, Sumo se produit au Château Rock, avec Daffunchio, Mollo, Pettinato, Arnedo et Troglio.
Tous les membres retournent à Buenos Aires, à l'exception de Germán Daffunchio, qui reste avec Timmy à Córdoba.
En mars 2007, ils sortent leur nouvel album Basta, et le 12 avril de la même année, ils se produisent au Quilmes Rock, où pour clôturer le festival, et après 20 ans, ils se réunissent sous le nom de Sumo, avec Diego Arnedo, Ricardo Mollo, Roberto Pettinato et Alberto « Superman » Troglio, pour interpréter 3 chansons, Crua chan, Divididos por la felicidad et Debedé. Un an après cette réunion, également dans le cadre du festival Quilmes Rock et sans déclaration officielle, la dernière performance du groupe avec Sokol comme chanteur a eu lieu. Le lendemain, les rumeurs de rupture se concrétisent.
Le décès d'Alejandro Sokol en janvier 2009 ébranle l'atmosphère. L'album suivant, Despierta, est logiquement dédié à l'« ami et compagnon de toutes les batailles ». Les morceaux mélangent le rock, le reggae et des chansons intimes avec des touches de Dream pop. Fernando Ruiz Díaz (Catupecu Machu) participe en tant qu'invité et, selon Daffunchio lui-même, « c'est la première fois que j'entends Catupecu Machu ». « C'est le résultat de la recherche du groupe, il pointe vers le cœur, il parle de l'éveil de l'âme. C'est un album live et spontané qui vise l'essence. Il s'agit d'un travail de groupe, qui utilise l'émotion, un élément fondamental pour le faire avancer. », explique Germán Daffunchio.

### DeVivoà5x5(2011–2015)

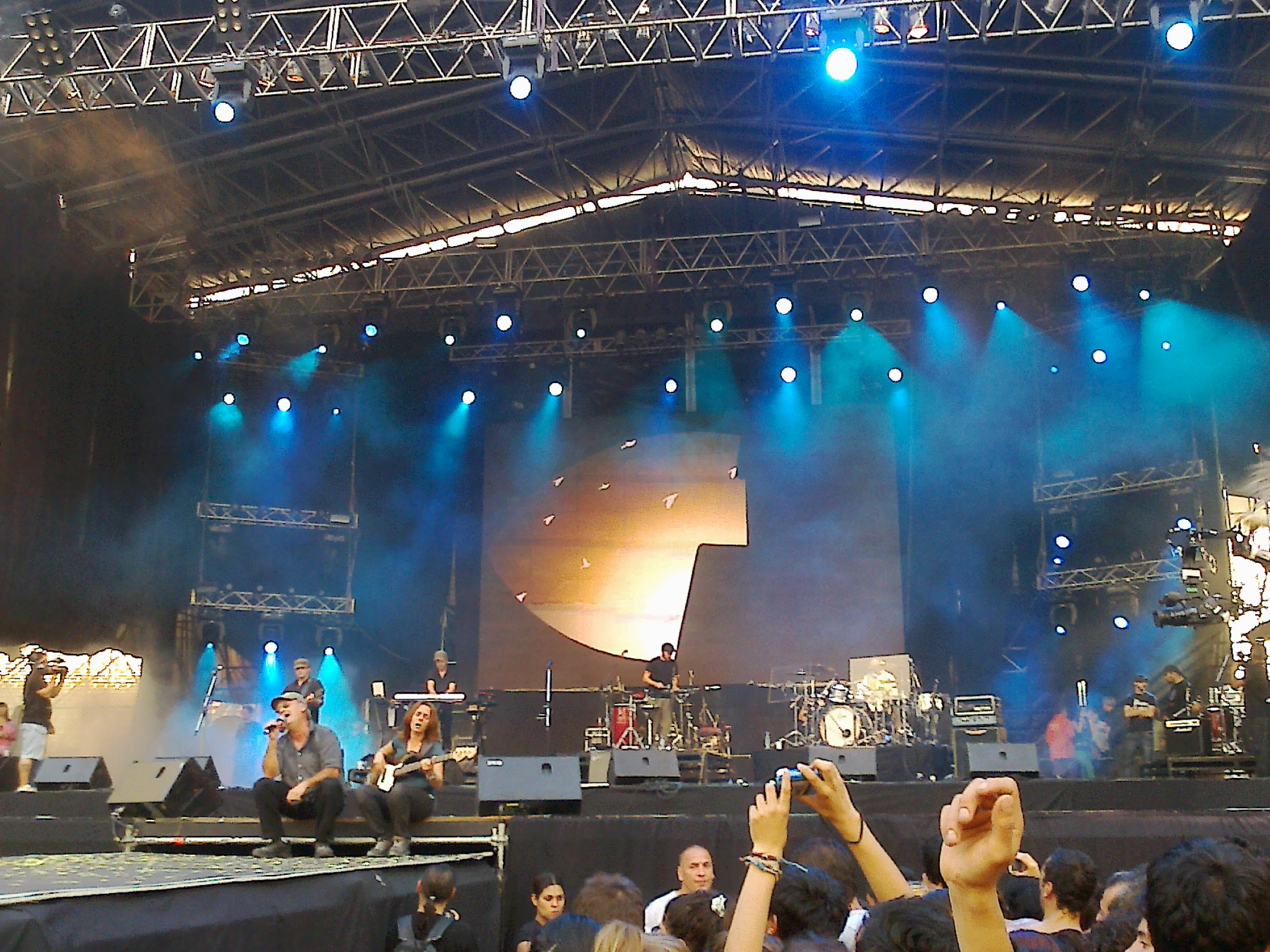
Las Pelotas à l'Estadio Ciudad de La Plata, le 14 octobre 2013.

En mars 2011, ils sortent Vivo, un album live joué à guichets fermés à l'Estadio Luna Park,. En 2012, ils sortent Cerca de las nubes, leur deuxième album sans Sokol, enregistré dans leur propre studio à Nono, province de Córdoba. En 2013, le groupe revient se produire à l'Estadio Luna Park pour présenter Cerca de las nubes. Lors de ce spectacle, ils ont également joué des classiques du groupe. Ils ont également donné des spectacles dans tout le pays en se produisant lors d'événements tels que Puerto Rock et Cosquín Rock, parmi d'autres,.
En 2014, ils sortent leur quatrième album live, 5x5, enregistré au stade Malvinas-Argentinas devant 8 000 spectateurs avec des invités tels que Andrea Prodan, Raly Barrionuevo, Gillespi, Fernando Ruiz Díaz et Emiliano Brancciari. En octobre 2015 est sortie la chanson El amor hace falta, un aperçu de leur prochain album studio, qui sortira en mars 2016 : Brindando por nada, après la sortie du deuxième titre Víctimas del cielo en février.

### Brindando por nadaetEs así(depuis 2016)
En 2020, ils éditent et publient leur onzième album studio intitulé Es así, sa première coupe est la chanson Nadie fue, sortie fin 2019.
Le 7 août 2022, le groupe présente Es así à l'Estadio Luna Park, devant plus de 8 000 spectateurs En octobre de la même année, le groupe se produit au festival Bandera à Rosario devant plus de 20 000 spectateurs. En novembre, ils se produiront à l'Estadio Obras Sanitarias pour faire leurs adieux à ce qui a été une année de retour à des spectacles massifs. Alors qu'en 2023, ils feront à nouveau partie du line-up principal de Cosquín Rock.

## Discographie

### Albums studio
- 1991 : Corderos en la noche
- 1994 : Máscaras de sal
- 1995 : Amor seco
- 1998 : Para qué?
- 1999 : Todo por un polvo
- 2003 : Esperando el milagro
- 2007 : Basta
- 2009 : Despierta
- 2012 : Cerca de las nubes
- 2016 : Brindando por nada
- 2020 : Es así
- 2021 : Versiones desde casa

### Albums live
- 1997 : La clave del éxito (En vivo)
- 2005 : Show (En vivo)
- 2011 : Vivo
- 2014 : 5x5 (En vivo)

### EP
- 2002 : Maxisimple

### Compilations
- 2000 : Selección

## Distinctions
- Premio Konex 2005 : Groupe de rock[11]
- Premio Konex 2015 : Groupe de rock